# Hurbynci (obwód połtawski)
Hurbynci (ukr. Гурбинці) – wieś na Ukrainie, w obwodzie połtawskim, w rejonie łubieńskim, w hromadzie Pyriatyn. W 2001 liczyła 325 mieszkańców, wśród których 321 wskazało jako ojczysty język ukraiński, a 4 rosyjski.